# Station Pont-de-Rungis - Aéroport d'Orly
Station Pont-de-Rungis - Aéroport d'Orly is een spoorwegstation aan de spoorlijn Choisy-le-Roi - Massy - Verrières. Het ligt in de Franse gemeente Thiais in het departement Val-de-Marne (Île-de-France).

## Ligging
Het station ligt op kilometerpunt 13,153 van de spoorlijn Choisy-le-Roi - Massy - Verrières.
Het station ligt op circa 3 kilometer van het vliegveld Orly, een shuttlebus zorgt voor de verbinding met de luchthaven.

## Diensten
Het station wordt aangedaan door treinen van de RER C tussen Pontoise en Massy-Palaiseau of dit station. Sommige treinen hebben in plaats van Pontoise Montigny - Beauchamp als eindpunt, in verband met capaciteitsproblemen.

## Vorig en volgend station
| Richting                            | Vorig station | Lijn  | Volgend station         | Richting                        |
| ----------------------------------- | ------------- | ----- | ----------------------- | ------------------------------- |
| Pontoise C1 Montigny - Beauchamp C3 | Orly-Ville    | RER C | Rungis - La Fraternelle | Massy-Palaiseau C2 Eindpunt C12 |